# Timbre
Em música, chama-se timbre a característica sonora que nos permite distinguir sons da mesma frequência que foram produzidos por fontes sonoras diferentes, que também nos permite diferenciá-las. Quando ouvimos uma nota tocada por um piano e a mesma nota (uma nota com a mesma altura) produzida por um violino, podemos imediatamente identificar os dois sons como tendo a mesma frequência, mas com características sonoras muito distintas. O que nos permite diferenciar os dois sons é o timbre instrumental.
Embora as características físicas responsáveis pela diferenciação sonora dos instrumentos sejam bem conhecidas, a forma como ouvimos os sons também influencia na percepção do timbre, sendo objeto de estudo da psicoacústica.

## Fundamentação física do timbre
Embora este fenômeno seja conhecido há séculos, somente há algumas décadas, com o advento da eletrônica, foi possível compreendê-lo com mais precisão.
O Lá central do piano possui a frequência de 440 Hz. A nota equivalente produzida por um violino possui a mesma frequência. O que permite ao ouvido diferenciar os dois sons e identificar sua fonte é a forma da onda e seu envelope sonoro.

### Forma de onda

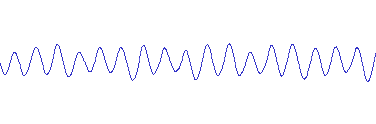
Forma de onda produzida por uma flauta

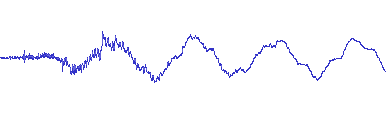
Forma de onda produzida por um xilofone. Note que no início da nota (ataque), a onda possui muito mais harmônicos, que se devem à batida pela baqueta. Depois disso, a forma de onda é resultado somente da vibração da madeira

Quando uma corda, uma membrana, um tubo ou qualquer outro objeto capaz de produzir sons entra em vibração, uma série de ondas senoidais são produzidas. Além da frequência fundamental, que define a nota, várias frequências harmônicas também soam. O primeiro harmônico de qualquer nota tem o dobro de sua frequência; o segundo harmônico tem o triplo de sua frequência e assim por diante. Qualquer corpo em vibração produz dezenas de frequências harmônicas que soam simultaneamente à nota fundamental. No entanto o ouvido humano não é capaz de ouvir os harmônicos com frequência superior a 20 000Hz. Além disso, devido às características de cada instrumento ou da forma como a nota foi obtida, alguns dos harmônicos menores e audíveis possuem amplitude diferente de um instrumento para outro.
Se somarmos a amplitude da frequência fundamental às amplitudes dos harmônicos, a forma de onda resultante não é mais senoidal, mas sim uma onda irregular cheia de cristas e vales. Como a combinação exata de amplitudes depende das características de cada instrumento, suas formas de onda também são muito distintas entre si.

### Envelope sonoro

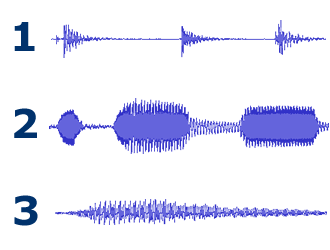
Formas de onda.

Não é só a forma de onda que define que um som é produzido por determinado instrumento, mas também a forma como o som se inicia, se mantém e termina ao longo do tempo. Esta característica é chamada envelope sonoro ou envoltória sonora. Ainda que as formas de onda de dois instrumentos sejam muito parecidas, ainda poderíamos distingui-las pelo seu envelope. O envelope é composto basicamente de quatro momentos: Ataque, decaimento, sustentação e relaxamento. Este perfil, conhecido como envelope ADSR, é mostrado abaixo:
A imagem ao lado mostra o envelope característico de três instrumentos. O primeiro é de uma tabla, espécie de tambor da Índia. Veja como o som surge quase instantaneamente após a percussão da pele pelas mãos do executante e como cada nota tem uma duração muito curta. A segunda onda mostra três notas produzidas por uma trompa. Aqui a nota se inicia com um aumento mais gradual de intensidade, sofre um pequeno decaimento após o início da nota e dura todo o tempo em que o trompista mantém o sopro, desaparecendo de forma bastante rápida ao final das notas. O terceiro exemplo mostra uma longa nota produzida por uma flauta. O som surge muito suavemente, mantém-se com amplitude quase constante e depois desaparece lentamente. Vejamos com mais detalhes cada um dos momentos presentes nestes exemplos:

- Ataque: é o início de cada nota musical. Em um instrumento de corda tocado com arco, o som surge e aumenta lentamente de intensidade, assim como no exemplo da flauta. Se a mesma corda for percutida o som surgirá muito rapidamente e com intensidade alta. Dependendo do instrumento, o ataque pode durar de alguns centésimos de segundo até mais de um segundo.
- Decaimento: em alguns instrumentos, após o ataque o som sofre um decaimento de intensidade antes de se estabilizar. Em um instrumento de sopro, por exemplo, isso pode se dever à força inicial necessária para colocar a palheta em vibração, após o que a força para manter a nota soando é menor. Normalmente dura apenas de alguns centésimos a menos de um décimo de segundo. Nos exemplos mostrados, o decaimento é claramente perceptível nas notas da tabla e levemente na segunda nota da trompa.
- Sustentação: corresponde ao tempo de duração da nota musical. Na maior parte dos instrumentos este tempo pode ser controlado pelo executante. Durante este tempo a intensidade é mantida no mesmo nível, como as notas da trompa e da flauta na imagem. Alguns instrumentos (principalmente os de percussão) não permitem controlar este tempo. Em alguns casos o som nem chega a se sustentar e o decaimento inicial já leva o som diretamente ao seu desaparecimento, como na tabla.
- Relaxamento: final da nota, quando a intensidade sonora diminui até desaparecer completamente. Pode ser muito brusco, como em um instrumento de sopro, quando o instrumentista corta o fluxo de ar, ou muito lento, como em um gongo ou um piano com o pedal de sustentação acionado. Na imagem acima, a nota da flauta tem um final suave devido à reverberação da sala onde a música foi executada, que fez o som permanecer ainda por um tempo, mesmo após o término do sopro.

A combinação entre os tempos de ataque, decaimento, sustentação e relaxamento é tão importante para permitir reconhecer o timbre de um instrumento, que em alguns casos usa-se um sintetizador ou sampler para alterar estes tempos e criar timbres totalmente novos a partir do som de instrumentos conhecidos.

## Parâmetros sonoros
- Intensidade
- Duração
- Altura
- Timbre